# Abborrgölen (Skedevi socken, Östergötland)
Abborrgölen är en sjö i Finspångs kommun i Östergötland och ingår i Nyköpingsåns huvudavrinningsområde.